# Still Life with Guitar
Still Life with Guitar è un album in studio del cantautore britannico Kevin Ayers, pubblicato nel 1992.

## Tracce
1. Feeling This Way
2. Something in Between
3. Thank You Very Much
4. There Goes Johnny
5. Ghost Train
6. I Don't Depend on You
7. When Your Parents Go to Sleep
8. M16
9. Don't Blame Them
10. Irene Goodnight